# Dear／啟程的那一天…
《Dear／啟程的那一天…》是日本創作歌手川嶋愛在2006年2月1日發售的第8張單曲。

## 概要
前作《「…謝謝...」》的約六個月之後發售的單曲。共有通常盤、初回限定盤1、2等三種類，初回限定盤中除了特典DVD之外也附上了川嶋愛的圖卡。
本作為出道單曲《天使們的旋律／啟程的早晨》以來的第二張雙A面單曲，和下一張單曲《看不見的翅膀》雙雙打入了公信榜前十名。

## 收錄曲
- 全作詞・作曲：川嶋愛

### 通常盤
1. Dear
編曲：hal
RKB每日放送《今日感電視》2006年1月度的終場曲
為了支持著自己的人們和本人的粉絲所作的歌曲。PV是將整個電影院包下來所拍攝的，有如戲劇一般的發展。
2. 啟程的那一天…
編曲：satoshi takebe
川嶋愛在I WiSH時代發行的迎向未來的原曲。在高中時期街頭演出時已先行公開，重新錄製後和同為畢業歌曲的《Dear》一齊發售。不過歌詞和當初的並不一樣[2]。
PV有在學校拍攝和春夏秋冬各種版本。初回盤B中收錄的PV為在學校拍攝的版本。春夏天冬各版本中則有季節的風景詩（風物詩）登場。
3. Bye Bye
編曲：takashi nagasawa
4. Dear(instrumental)
5. 啟程的那一天…(instrumental)

### 初回限定盤A DVD
1. Dear(PV)

### 初回限定盤B DVD
1. 啟程的那一天…(PV)